# ماساشي واتانابي
ماساشي واتانابي (渡 辺 正) ولد في 11 يناير 1936 - توفى 7 ديسمبر 1995 هو لاعب كرة قدم ياباني فاز بالميدالية البرونزية بدورة الألعاب الاولمبية الصيفية 1968.

## روابط خارجية
- ماساشي واتانابي على موقع الاتحاد الدولي (مؤرشف)  (الإنجليزية)
- ماساشي واتانابي على موقع قاعدة بيانات كرة القدم.إي يو (الإنجليزية)
- ماساشي واتانابي على موقع ناشيونال فوتبول تيمز (الإنجليزية)
- ماساشي واتانابي على موقع عالم كرة القدم.نت (الإنجليزية)
- ماساشي واتانابي على موقع اللجنة الأولمبية الدولية (الإنجليزية)
- ماساشي واتانابي على موقع أوليمبيديا (الإنجليزية)

1. ↑  "1995年の日本サッカー界の出来事". مؤرشف من الأصل في 2012-11-02.